# Sayfaf
Sayfaf (arabo: صيفاف), è una città costiera sull'isola di Kamaran nello Yemen.